# Josef Merk
Josef (eller Joseph) Merk, född den 15 mars 1795, död den 16 juni 1852, var en österrikisk violoncellist.
Merk var medlem av operaorkestern i Wien och lärare vid konservatoriet. Han gjorde vidsträckta konsertresor och utgav bland annat förträffliga etyder för sitt instrument. Han komponerade konserter, fantasier och rondo et cetera.